# ای.ام. ایسایف
ای.ام. ایسایف (Конструкторское бюро химического машиностроения имени A.M. Исаева) شرکت صنایع جنگ‌افزاری روس است، که در سال ۱۹۴۸ تأسیس شد.